# Grane (Norvège)
Pour les articles homonymes, voir Grane (homonymie).
Grane est une kommune de Norvège. Elle est située dans le comté de Nordland.

## Localités
- Fallmoen (65° 41′ 00″ N, 13° 17′ 00″ E)
- Grane
- Leira
- Majavatn (65° 10′ 00″ N, 13° 23′ 00″ E)
- Øvre Svenningdalen
- Strendene (65° 26′ 00″ N, 13° 23′ 00″ E)
- Trofors (65° 32′ 18″ N, 13° 23′ 11″ E)